# Andrés Terán
Andrés Josué Terán Bastidas, noto semplicemente come Andrés Terán (Carvajal, 20 aprile 1998), è un giocatore di calcio a 5 venezuelano.

## Carriera

### Club
Cresciuto nel Trujillanos, con cui debuttò in prima squadra già a 16 anni, Terán si afferma in breve come uno dei giovani più interessanti del campionato venezuelano, trascinando inoltre la formazione Under-20 alla vittoria del titolo 2017. Nel 2018 si trasferisce ai Bucaneros con cui conquista il campionato venezuelano; Terán vince inoltre la classifica dei marcatori e viene eletto giocatore rivelazione del torneo. La stagione seguente si trasferisce al Barracas Central, militante nel campionato argentino di calcio a 5.

### Nazionale
Dopo aver partecipato al campionato sudamericano 2018 con la nazionale maschile under 20 di calcio a 5 del Venezuela, Terán ha disputato, con la nazionale maggiore, la Coppa del Mondo 2021 e la Copa América 2022.

## Palmarès
- Campionato venezuelano: 1
Bucaneros: 2018